# Villa Luxoro
La villa Luxoro est un bâtiment situé en Italie dans le quartier Nervi à Gênes. Propriété de la municipalité et située dans les parcs de Nervi, elle est depuis 1951 le siège du musée Giannettino Luxoro.

## Histoire et description
La villa a été construite en 1903 sur une conception de l'ingénieur Pietro Luxoro, qui s'est inspiré de l'architecture des villas génoises et des palais nobles des XVIIe et XVIIIe siècles. Surplombant la mer et située dans la partie la plus orientale de la zone de Capolungo, c'était le lieu de villégiature de la famille Luxoro qui y concentrait ses différentes collections d'art acquises à partir de la seconde moitié du XIXe siècle.
C'est le dernier propriétaire de la villa, Matteo Luxoro, qui a organisé la donation du bâtiment à la municipalité de Gênes en 1946 par legs avec la disposition de transformer l'ancienne maison familiale en un musée public dédié à la mémoire de Giannettino Luxoro, qui périt prématurément pendant la Première Guerre mondiale.
L'ouverture du musée a eu lieu en 1951.

## Source de traduction
- (it) Cet article est partiellement ou en totalité issu de l’article de Wikipédia en italien intitulé « Villa Luxoro » (voir la liste des auteurs).